# Jean-Marie Pfaff
Jean-Marie Pfaff (født 4. december 1957 i Lier, Belgien) er en tidligere belgisk fodboldspiller, der apillede som målmand hos de belgiske klubber KSK Beveren og Lierse SK, samt i udlandet hos FC Bayern München i Tyskland og tyrkiske Trabzonspor. Hans karriere strakte sig fra 1973 til 1990.
Med Beveren blev Pfaff i 1979 belgisk mester og i 1978 pokalvinder. Med Bayern München var han med til at vinde Bundesligaen tre år i træk, fra 1985 til 1987, og DFB-Pokalen i 1984 og 1986. Han blev i 2004 udvalgt til FIFA 100, en kåring af de 125 bedste nulevende fodboldspillere gennem historien. Desuden blev han i 1987 kåret til Verdens bedste målmand.

## Landshold
Pfaff nåede i løbet af sin karriere at spille 64 kampe for Belgiens landshold, som han repræsenterede i årene mellem 1976 og 1987. Han var en del af trupperne til EM i 1980, VM i 1982, EM i fodbold 1984 samt VM i fodbold 1986.

## Titler
Belgisk mesterskab
- 1979 med KSK Beveren

Belgisk pokaltitel
- 1978 med KSK Beveren

Bundesligaen
- 1985, 1986 og 1987 med Bayern München

DFB-Pokal
- 1984 og 1986 med Bayern München